# 大久保計雄
大久保 計雄（おおくぼ かずお、1942年1月7日 - ）は、徳島県麻植郡鴨島町（現・吉野川市）出身の元プロ野球選手（捕手）・コーチ。

## 経歴
阿波高校では1年次の1957年から正捕手としてチームを引っ張り、4番打者としてシャープな当たりと大物打ちで活躍。甲子園出場こそ無かったが、遠投100m以上の強肩ぶりに7球団が注目。加藤久幸スカウトや林義一監督代行の熱心な勧誘により、1960年に近鉄バファローへ入団。2年目の1961年に一軍初出場も腰椎分離症を発症し、以降は二軍の試合に出場することが多くなり、1967年限りで現役を引退。
引退後は近鉄で用具係（1968年 - 1970年）→二軍コーチ補佐（1971年）→一軍トレーニングコーチ（1972年 - 1983年）→一軍バッテリー兼トレーニングコーチ（1984年 - 1985年）→二軍トレーニングコーチ（1986年 - 1987年）→一軍バッテリーコーチ（1988年 - 1990年）を歴任し、2連覇を含む3度のリーグ優勝（1979年 - 1980年, 1989年）に貢献。主にブルペン担当を務め、近鉄のコーチ晩年まで調整役として選手登録されていた。
近鉄退団後はダイエーで二軍バッテリー兼トレーニングコーチ（1991年）→二軍バッテリーコーチ（1992年）→二軍投手コーチ（1993年）→二軍トレーニングコーチ兼ブルペン担当（1994年）→一軍トレーニングコーチ兼ブルペン担当（1995年）→二軍バッテリー兼トレーニングコーチ（1996年）→二軍トレーニング兼バッテリーコーチ（1997年）二軍バッテリー&コンディショニングコーチ（1998年）→二軍総合コーチ（1999年）を歴任。
2014年に学生野球指導の資格を回復し、母校・阿波高の非常勤コーチに就任。2019年11月末をもって退任。

## 詳細情報

### 年度別打撃成績
| 年 度     | 球 団     | 試 合 | 打 席 | 打 数 | 得 点 | 安 打 | 二 塁 打 | 三 塁 打 | 本 塁 打 | 塁 打 | 打 点 | 盗 塁 | 盗 塁 死 | 犠 打 | 犠 飛 | 四 球 | 敬 遠 | 死 球 | 三 振 | 併 殺 打 | 打 率 | 出 塁 率 | 長 打 率 | O P S |
| --------- | --------- | ----- | ----- | ----- | ----- | ----- | -------- | -------- | -------- | ----- | ----- | ----- | -------- | ----- | ----- | ----- | ----- | ----- | ----- | -------- | ----- | -------- | -------- | ----- |
| 1961      | 近鉄      | 24    | 40    | 40    | 1     | 6     | 0        | 0        | 0        | 6     | 2     | 0     | 0        | 0     | 0     | 0     | 0     | 0     | 16    | 1        | .150  | .150     | .150     | .300  |
| 1963      | 近鉄      | 4     | 4     | 3     | 0     | 0     | 0        | 0        | 0        | 0     | 0     | 0     | 0        | 1     | 0     | 0     | 0     | 0     | 2     | 0        | .000  | .000     | .000     | .000  |
| 1964      | 近鉄      | 16    | 12    | 12    | 1     | 1     | 0        | 0        | 0        | 1     | 0     | 0     | 0        | 0     | 0     | 0     | 0     | 0     | 2     | 0        | .083  | .083     | .083     | .167  |
| 1966      | 近鉄      | 22    | 12    | 11    | 2     | 2     | 1        | 0        | 0        | 3     | 0     | 0     | 0        | 0     | 0     | 1     | 0     | 0     | 5     | 0        | .182  | .250     | .273     | .523  |
| 1967      | 近鉄      | 2     | 3     | 3     | 0     | 0     | 0        | 0        | 0        | 0     | 0     | 0     | 0        | 0     | 0     | 0     | 0     | 0     | 1     | 0        | .000  | .000     | .000     | .000  |
| 通算：5年 | 通算：5年 | 68    | 71    | 69    | 4     | 9     | 1        | 0        | 0        | 10    | 2     | 0     | 0        | 1     | 0     | 1     | 0     | 0     | 26    | 1        | .130  | .143     | .145     | .288  |

### 背番号
- 52 （1960年 - 1967年、1971年）
- 72 （1972年 - 1990年）
- 122 （1991年 - 1992年）
- 89 （1993年 - 1994年）
- 82 （1995年 - 1996年）
- 73 （1997年 - 1999年）